# Nice Is Good
Nice Is Good è il secondo album dei Marble Sounds, rilasciato nel marzo 2010.

## Tracce
1. The Time to Sleep – 4:10
2. Two and Still Counting – 3:56
3. Smoking Was a Day Job – 3:39
4. A New Breeze – 1:55
5. Good Occasion – 5:04
6. Redesign – 4:22
7. Come Here – 3:03
8. My Friend Van Zwam – 4:16
9. We Slow – 5:05
10. Sky High – 3:38

## Compositori
- Pieter Van Dessel - voce, chitarra, tastiera
- Frederik Bastiaensen - basso
- Johan De Coster - batteria
- Gianni Marzo - chitarra, voce
- Christophe Vandewoude - piano elettrico, voce